# Союз женщин Мурба
Союз женщин Му́рба (индон. Persatuan Wanita Murba, PERWAMU) — индонезийская женская общественно-политическая организация, аффилированная с национал-коммунистической партией Мурба. Действовала в 1950—1965 годах, ставила задачи прав и просвещения женщин.

## История
Союз женщин Мурба был основан 17 сентября 1950 года и политически связан с левой националистической партией Мурба, основанной Таном Малакой в 1948 году в Индонезии. Организационная структура союза базировалась на демократическом централизме. Союз был расформирован после государственного переворота 1965 года, несмотря на то, что сама Мурба продолжала существовать.

## Деятельность
Союз вёл социальную, экономическую и просветительскую деятельность среди женщин Индонезии. Союз реализовывал программы социальной помощи, чтобы помочь нуждающимся женщинам и детям. Союз организовал домашние промыслы по батику и ткачеству для обеспечения женщин самостоятельными средствами к существованию. Союз также давал консультации о кредитовании и содействовал созданию совместных планов покупок и сбережений для женщин. Союз занимался образовательной деятельностью в общеобразовательной и политической сфере, создавал школы и читальные залы для женщин, проводил программы по предотвращению проституции и оказывал помощь бывшим проституткам. 

## Политические кампании
В конце 1950-х годов союз принял участие в массовых кампаниях за официальное празднование в индонезийском государстве Международного женского дня (8 марта). Наряду с другими женскими организациями, союз принимал участие в кампаниях, призывающих к суверенитету Индонезии над Западным Ирианом.